# Monodrama
Ett monodrama är ett teater- eller operastycke framfört av en ensam skådespelare eller sångare, oftast innehållande endast en rollfigur.